# Adrorhizinae
Adrorhizinae – podplemię roślin z rodziny storczykowatych (Orchidaceae). Obejmuje dwa rodzaje i 3 gatunki. Rośliny występują w Indiach oraz na Sri Lance.

## Systematyka
Podplemię sklasyfikowane do plemienia Vandeae z podrodziny epidendronowych (Epidendroideae) w rodzinie storczykowatych (Orchidaceae), rząd szparagowce (Asparagales) w obrębie roślin jednoliściennych.
Wykaz rodzajów
- Adrorhizon Hook.f.
- Bromheadia Lindl.
- Sirhookera Kuntze